# Sudak

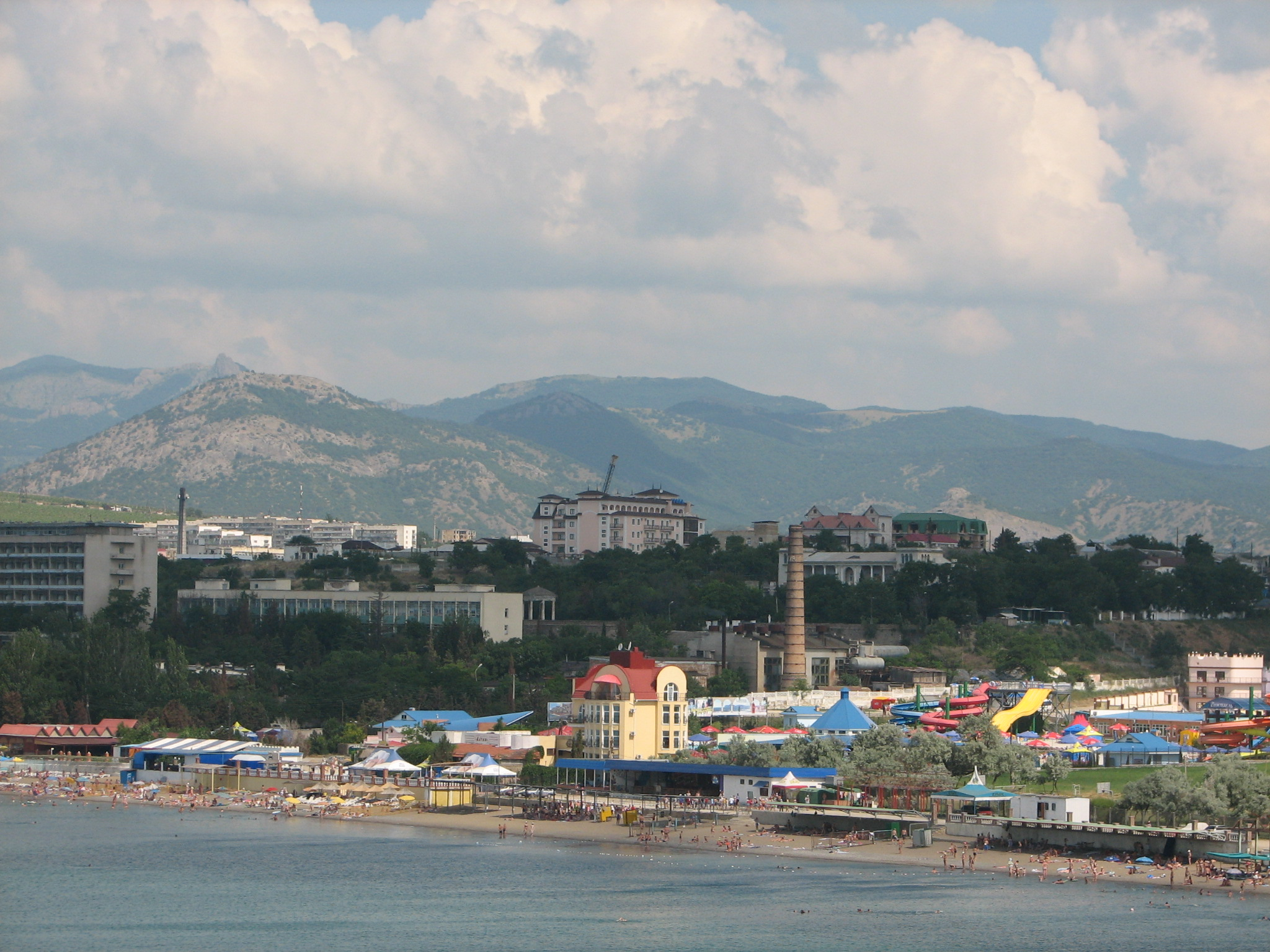
Sudak.

Sudak (ukrainska: Судак; ryska: Судак; krimtatariska: Sudaq) är en stad på Krimhalvön. Sudak ligger vid Svarta havets norra strand på Krims sydkust, 57 kilometer väster om Feodosija och 104 kilometer öster om Simferopol. Folkmängden uppgick till 15 368 invånare i början av 2012. Staden är ett populärt turistmål, känt för sitt genuesiska fort som är det bäst bevarade av sitt slag på svartahavskusten.

## Historia
Sudak grundades av grekiska handelsmän från Byzantion på 200-talet e.Kr. Den ursprungliga grekiska namnet för staden var Sougdeia, med betydelsen "sogdiansk". Khazarerna uttalade namnet Sugdak, slaverna Surozj, och italienarna Soldaia. St. Stefan av Surozj beskriver staden på 700-talet som underlydande Bysans. Omkring år 800 tros staden ha anfallits av den rusiske hövdingen Bravlin. Khazarerna tros ha haft makten i staden från tidigt 800-talet till 1016, då byzantinarna besegrade den lokale krigsherren Georgios Tzul. Efter detta verkar staden ha haft någon form av autonomi inom Bysans.
Kumanerna plundrade staden på 1000-talet. Den fick även motstå mongoliska angrepp åren 1223 och 1239. Det seljukiska sultanatet i Konya höll och befäste Sudak 1224. Flera år senare intogs platsen av venetierna (medlemmar av familjen Polo och andra köpmän hade bott i staden sedan 1100-talet), vilka avträdde den till Genua år 1365. Osmanerna erövrade staden år 1475 och gav den, efter omfattande plundring, till Krimkhanatet.
År 1771 intogs Sudak av den ryske generalen Pjotr Rumjantsev. Tolv år senare avträddes den slutligen till det ryska riket tillsammans med resten av Krim. År 1801 öppnades den första ryska vinodlingsskolan i Sudak.